# Akakiosz konstantinápolyi pátriárka
Akakiosz néven ismert egy aleppói és egy palesztinai püspök is
Szent Akakiosz (ógörögül: Ὰκάκιος, latinul: Acacius), (? – 489. november 26.) konstantinápolyi pátriárka volt 472–489 között, a Hénotikon kidolgozója.
Ki akarta békíteni a khalkedoniánusokat és a monofizitákat, aminek érdekében – Zénón bizánci császár megbízásából – kidolgozta a Hénotikon című egységformulát, amely voltaképpen a khalkédóni zsinaton elfogadott dogma monofizita revízióját jelentette volna. A rövid ideig uralkodó trónbitorló Basziliszkosz császár emiatt elítélte ezt a formulát, és III. Félix pápa 484-ben ki is közösítette Akakioszt. Ez váltotta ki a Konstantinápoly és Róma közötti szakadást, amely 519-ig tartott, amikor I. Justinus császár és II. János pátriárka ismét elfogadta a khalkédóni dogmát. A szakadás következményeként tudható be az is, hogy Akakiosz kormányzása végén üldözte a katolikus dogmákat vallókat.